# Bill Cosby
William Henry Cosby Junior - Bill Cosby (Philadelphia, Pennsylvania, SAD,12. srpnja 1937.) je poznati američki stand-up komičar, glumac, humanist i osuđeni seksualni prijestupnik.

## Počeci karijere
Bill Cosby rođen je 12. srpnja 1937. godine u Philadelphiji. Odrastao je s majkom i djedom, od kojeg je naučio pričati šale. Poslije završenog desetog razreda Cosby se pridružio mornarici i završio srednju školu putem dopisnog tečaja. Kasnije je dobio atletsku stipendiju na Sveučilištu Temple. Tijekom studija radio je i kao šanker. Brojni su mu gosti rekli da je toliko zabavan kad govori da bi se time trebao profesionalno baviti. Tako je postao stand-up komičar. Mentor mu je bio Carl Reiner.
U svojim dvadesetim pojavio se na mnogim poznatim programima. Prekretnica je došla 1965. godine kad se pojavio u filmu I Spy u ulozi Alexandra Scotta. Za taj film osvojio je Emmyja i tako postao prvi Afroamerikanac koji je osvojio tu prestižnu nagradu.

## Vrhunac karijere
Napravio je crtani film Debeli Albert i Cosby djeca, koji se temeljio na njegovim srednjoškolskim prijateljima.
Studirao je dugi niz godina tijekom svoje karijere šezdesetih i sedamdesetih, te je doktorirao u oblasti obrazovanja na sveučilištu u Massachusettsu.
1984. završena je produkcija Debelog Alberta i Cosby djece, a započeo je Cosby Show. Cosby je insistirao da Cosby Show bude sniman u New Yorku zato što nije volio snimati u Hollywoodu. Od 1985. do 1987. show obara rekorde gledanosti, a Cosby postaje najjača pokretačka snaga 1980-ih. Serija je završila 1992. godine. Poslije je glumio u raznim filmovima (Jack, Cosby). Producirao je dva filma: Čovjek od časti (2000.) i Mali Bill (1999.).

## Privatni život
Bill Cosby u braku je s Camille Oliviom Hanks s kojom je dobio petero djece: Eriku (1965.), Errin (1966.), Enissa (1969. – 1997.), Ensu (1973.) i Evina (1976.). Bill i Camille upoznali su se početkom 1960-ih dok je on nastupao u Washingtonu, a vjenčali su se 1964. Camille je u rodbinskoj vezi s Tomom Hanksom i s Nancy Hanks, majkom bivšeg američkog predsjednika Abrahama Lincolna.

### Tragedija
Sin Billa Cosbya, Eniss Cosby ubijen je 1997. godine u svojoj 28. godini dok je mijenjao gume na autu. Poginuo je kao nevina žrtva mafijaškog obračuna.

## Vanjske poveznice
- Službena stranica
- Bill Cosby u internetskoj bazi filmova IMDb-a